# Pseudoeurycea teotepec
Pseudoeurycea teotepec är en groddjursart som beskrevs av Kraig Adler 1996. Pseudoeurycea teotepec ingår i släktet Pseudoeurycea och familjen lunglösa salamandrar. IUCN kategoriserar arten globalt som starkt hotad. Inga underarter finns listade i Catalogue of Life.